# Botany (журнал)
Botany — ежемесячный рецензируемый научный журнал, который издается с 1951 года NRC Research Press. Он был основан в 1951 году как Canadian Journal of Botany, затем как Canadian Journal of Research, Section C: Botanical Sciences. Журнал публикует статьи и заметки по всем областям ботаники.
Botany была выбран в качестве одного из DBIO 100 — списка ста самых влиятельных журналов по биологии и медицине за последние сто лет по результатам голосования Отдела биомедицинских и биологических наук Ассоциации специальных библиотек по случаю её столетия.
Редактор — Кристиан Лакруа (Университет острова Принца Эдуарда).